# 당나귀아속
당나귀아속(Asinus)은 말과의 말속(Equus)에 속하는 아속의 하나이다. 아프리카야생당나귀 등 3종을 포함하고 있다.

## 하위 종
- 당나귀아속 (Asinus)
  - 아프리카야생당나귀 (Equus africanus)
    - 누비아야생당나귀 (Equus africanus africanus)
    - 당나귀 (Equus africanus asinus)
    - † 아틀라스야생당나귀 (Equus africanus atlanticus)
    - 소말리아야생당나귀 (Equus africanus somalicus)

  - 아시아당나귀 또는 오나거 (Equus hemionus)
    - 몽골야생당나귀 또는 몽골쿨란 (Equus hemionus hemionus)
    - † 시리아야생당나귀 (Equus hemionus hemippus)
    - 인도야생당나귀 (Equus hemionus khur)
    - 투르크멘쿨란 (Equus hemionus kulan)
    - 페르시아오나거 (Equus hemionus onager)

  - 컁당나귀 (Equus kiang)
    - 북부컁당나귀 (Equus kiang chu)
    - 서부컁당나귀 (Equus kiang kiang)
    - 동부컁당나귀 (Equus kiang holdereri)
    - 남부컁당나귀 (Equus kiang polyodon)

  - † 유럽당나귀 (Equus hydruntinus) - 남유럽, 구석기 후기
  - † Equus altidens - 타지키스탄, 플라이스토세 중기
  - † Equus tabeti (알제리, 구석기 중기 초반. 이빨과 갈비뼈 화석만이 남아있음)
  - † Equus melkiensis (알제리, 팔레이스토세 후기. 이빨과 갈비뼈 화석)
  - † Equus graziosii (이탈리아의 플라이스토세 )